# Cirque Éloize
Cirque Éloize est une compagnie montréalaise de cirque contemporain fondée en 1993 par Jeannot Painchaud, Daniel Cyr et Claudette Morin,.
Julie Hamelin, par son apport important à l’entreprise, est également considérée comme étant l’une des cofondatrices.
Depuis 1993, la compagnie crée des spectacles incluant les arts du cirque, la musique, la danse, la technologie et le théâtre. Ses créations ont été présentées à plus de 5 millions de spectateurs et cumulent plus de 6 000 représentations réparties dans quelque 600 villes à travers le monde. En plus de ses spectacles, Cirque Éloize a participé à plusieurs événements et festivals d’envergure à travers le monde.

## Activités et manifestations circaciennes

### Spectacles
Cirque Éloize compte près de 30 productions originales dont Entre Ciel et Mer, Celeste, Serge Fiori – Seul Ensemble, Hotel, Nezha – l’enfant pirate, Saloon, Cirkopolis, iD, Rain, comme une pluie dans tes yeux et Nomade, notamment.
En 2019, le spectacle Serge Fiori, Seul ensemble, inspiré de l’univers musicale et poétique de Serge Fiori et dont les chansons sont tirées du répertoire d'Harmonium et de Serge Fiori, est présenté en résidence au Théâtre St-Denis à Montréal puis au Théâtre Capitole de Québec. Mis en scène par Benoit Landry, le spectacle mettant en vedette cinq danseurs et quinze acrobates s’est vu décerner par l’ADISQ en juillet 2019, le billet d’Or pour ses 50 000 billets vendus. Au total, plus de 75 000 spectateurs avaient assisté au spectacle avant son annulation en août 2021 due à la pandémie.
Pour célébrer en 2023 le 30e anniversaire de sa création, Cirque Éloize présente le spectacle Entre Ciel et Mer. Mariant cette fois-ci les arts du cirque avec le conte et la musique traditionnelle, Entre Ciel et Mer est un conte acrobatique qui trouve son essence là où tout a commencé, aux Îles-de-la-Madeleine.

### Créations originales
| Année | Titre                                          |
| 1993  | Cirque Éloize                                  |
| 1997  | Excentricus                                    |
| 1999  | Cirque Orchestra                               |
| 2002  | Nomade — La nuit, le ciel est plus grand       |
| 2003  | Typo                                           |
| 2004  | Rain — Comme une pluie dans tes yeux           |
| 2007  | Nebbia                                         |
| 2009  | iD                                             |
| 2010  | Piratata                                       |
| 2012  | Cirkopolis                                     |
| 2013  | Le Music-Hall de la Baronne                    |
| 2014  | Monaco                                         |
| 2016  | Saloon                                         |
| 2017  | Nezha, l’enfant pirate                         |
| 2017  | L’Heure magique (375e)                         |
| 2018  | HOTEL                                          |
| 2018  | The New Chinese Acrobats                       |
| 2019  | Serge Fiori, Seul Ensemble                     |
| 2019  | Heartwood                                      |
| 2020  | Le Maître-Nageur                               |
| 2020  | Sept moments de joie, un film du Cirque Éloize |
| 2021  | De mille feux                                  |
| 2021  | Le Maître-Nageur, la suite                     |
| 2021  | Celeste                                        |
| 2022  | Les Géants                                     |
| 2022  | Plage au Cirque                                |
| 2023  | Entre Ciel et Mer                              |

### Cirque Éloize et ses filiales
Depuis les dernières années, Cirque Éloize s’est transformée en société pluridisciplinaire en créant trois filiales : Éloize Entertainment, Éloize Studios et Éloize Expo.
La filiale Éloize Entertainment crée des projets d’envergure tel que la cérémonie d’ouverture des GCC en 2022,.
La filiale Éloize Studios produit des événements dans les studios de création du Cirque Éloize (situés dans l’ancienne Gare Dalhousie).
La filiale Éloize Expo, quant à elle, crée et développe des expositions interactives et éducatives.
En 2021, Éloize Expo produisait une exposition immersive « Sous les glaces avec Mario Cyr ». Elle fut présentée d’abord à ses studios de la Gare Dalhousie à Montréal, puis au Centre des Congrès de Québec. Elle a été visitée par plus de 100 000 visiteurs au Québec.

### Événements et concepts sur-mesure
Cirque Éloize conçoit, crée et produit aussi des événements et concepts sur mesure dans ses studios de la Gare Dalhousie et à travers le monde.
En 2006, Cirque Éloize collabore à la Cérémonie de clôture des Jeux Olympiques d’hiver de Turin en 2006.
En 2021, Éloize conçoit et présente au Caire en Égypte, la cérémonie d’ouverture de la 27e édition du Championnat mondial de handball masculin (IHF) en compagnie de ses partenaires locaux HiLights et Egyptian Engineering Projects – Quality.
En 2022, la compagnie s’est vu confier par les organisateurs de la 3e édition du GCC (Gulf Cooperation Council) – événement sportif accueillant six pays du Golfe persique – la conception et la production du spectacle des cérémonies d’ouverture. Présentée devant les quelque 5 000 spectateurs sur place au Koweït, la cérémonie a également été télédiffusée à travers tout le Moyen-Orient.

### À l'extérieur
Cirque Éloize a créé en 2003 le premier festival des arts du cirque en Amérique, La Semaine des Arts du Cirque aux Îles de la Madeleine qui a connu trois éditions estivales.
À l’invitation de la directrice et conservatrice en chef, Nathalie Bondil, Jeannot Painchaud est l’un des vingt artistes participant à l’exposition Big Bang : carte blanche à la créativité présentée au Musée des Beaux-arts de Montréal du 6 novembre 2011 au 22 janvier 2012.
En 2014, Jeannot Painchaud assure la direction artistique de l’exposition Paris en Scène 1889-1914 présentée de juin 2013 à février 2014 au Musée de la civilisation de Québec. Paris en scène 1889-1914 a mérité le Prix Excellence — Groupe institutionnel attribué par la Société des musées québécois (SMQ).

#### Un théâtre aux Iles-de-la-Madeleine
Cirque Éloize s’est portée acquéreur en 2023, de l’Église d’Havre Aubert située aux Iles-de-la-Madeleine.

## Roue Cyr
Daniel Cyr, cofondateur du Cirque Éloize, a inventé la roue Cyr et l’a popularisé en remportant une médaille d’argent avec son numéro au Festival mondial du cirque de demain en 2003. La roue Cyr est depuis présente dans la majorité des créations du Cirque Éloize. Devenu une discipline à part entière, l’agrès est désormais enseigné dans plusieurs écoles professionnelles et utilisé par de nombreux artistes de plusieurs pays.

## Origine
Éloize est un mot de patois acadien qui signifie « éclair de chaleur » en Acadie et aux Îles de la Madeleine. Les artistes de la première troupe du Cirque Éloize étaient tous originaires de ces îles. L’éclair décrit leur côté acrobatique et spectaculaire ; et chaleur, l’humanité de la compagnie, qui veut toucher le cœur et l’âme.

## Siège social
Depuis 2004, le siège social et les studios de création du Cirque Éloize se situent dans le Vieux-Montréal dans l’ancienne Gare Dalhousie, bâtiment historique où l’École nationale de cirque de Montréal était installée de 1988 à 2003 et où deux des fondateurs soit Jeannot Painchaud et Daniel Cyr, ont étudié.
En 2012, Cirque Éloize entreprenait à la Gare, des rénovations majeures de l’ordre de 6 M$, lesquelles furent complétées en 2015. Puis, en 2021, la compagnie obtenait du Gouvernement du Québec, la somme de 2,2 M$,,, grâce au programme Aide aux immobilisations lui permettant ainsi de faire l’acquisition d’équipement informatique, audiovisuel et numérique à la fine pointe de la technologie.
Le 16 août 2024, le cirque perd des millions de dollars d'équipement, de costumes et d'archives lorsqu'une conduite d'eau de la ville se brise et inonde son installation de stockage.

## Prix et distinctions
Plusieurs des spectacles du Cirque Éloize se sont vu décerner des prix et distinctions tels que le Drama Desk Award à New York pour Cirkopolis en 2014 et le Grand Prix du Conseil des Arts de Montréal pour iD en 2010.